# Vila azeca
Espèce
Vila azeca est une  espèce de lépidoptères (papillons) de la famille des Nymphalidae, de la sous-famille des Biblidinae et du genre Vila.

## Dénomination
Vila azeca a été décrit par Edward Doubleday en 1848 sous le nom initial d’Olina azeca.

### Nom vernaculaire
Vila azeca se nomme Azeca Banner en anglais.

### Sous-espèces
- Vila azeca azeca; présent en Bolivie.
- Vila azeca cacica Staudinger, 1886; présent en Équateur
- Vila azeca mariana (Bates, 1865); présent au Brésil
- Vila azeca semistalachtis Hall, 1928; présent en Colombie
- Vila azeca stalachtoides (Bates, 1865); présent au Brésil[1].

## Description
Vila azeca est un papillon aux ailes antérieures à long bord costal presque droit et apex arrondi.
Le dessus est noir à bandes blanc bleutées.
Le revers est blanc veiné de noir à bordure orange.

## Écologie et distribution
Vila azeca est présent en Colombie, en Équateur, au Pérou en Bolivie et au Brésil.

### Biotope
Vila azeca résida dans la forêt tropicale humide.

### Protection
Pas de statut de protection particulier.

### Philatélie
La Guyana a émis un timbre dans une série de deux blocs de seize timbres.